# Борје (Север)
Борје (фр. Beaurieux) насеље је и општина у североисточној Француској у региону Север-Па де Кале, у департману Север која припада префектури Авне сир Елп.
По подацима из 2011. године у општини је живело 164 становника, а густина насељености је износила 22,19 становника/km². Општина се простире на површини од 7,39 km². Налази се на средњој надморској висини од 200 метара (максималној 243 m, а минималној 176 m).

## Демографија
| 1962. | 1968. | 1975. | 1982. | 1990. | 1999. | 2011. |
| ----- | ----- | ----- | ----- | ----- | ----- | ----- |
| 199   | 207   | 191   | 176   | 182   | 178   | 164   |

График промене броја становника у току последњих година